# Hluhluwe
Hluhluwe (prononciation : shloo-SHLOO-way ; prononciation zouloue : [ɬuɬuw’e]) est une petite ville du nord du KwaZulu-Natal en Afrique du Sud.

## Géographie
La ville est située entre la réserve de zone humide de iSimangaliso et le parc de Hluhluwe–Umfolozi, sur les rives de la rivière Hluhluwe. Hluhluwe est située sur la côte des éléphants, une zone connue pour ses parcs nationaux, sa diversité naturelle et son patrimoine culturel. 

## Économie
Bien qu’elle soit relativement peu développée,, la région intéresse de plus en plus les touristes et les voyageurs internationaux. La région a accueilli plusieurs productions cinématographiques locales et internationales, dont Je rêvais de l’Afrique et Ghost Son ainsi que plusieurs documentaires.
Le bois, la canne à sucre et l’ananas font l'essentiel de la production de la région qui fournit plus de 90 % des ananas d’Afrique du Sud. Les autres cultures sont le sisal, le coton, les tomates et les piments. 
Hluhluwe est considéré comme le centre touristique du KwaZulu-Natal. La région de Hluhluwe a une abondance d’hébergements pour tous budgets. Hluhluwe est un centre de services pour toute la région environnante. La ville doit son nom à un arbuste épineux, le Dalbergia armata (umHluhluwe en zoulou), qui se retrouve dans la végétation du parc Hluhluwe-iMfolozi.

## Personnages notables
- Phepsi Buthelezi